# Папиће
Папиће је насеље у Србији у општини Сјеница у Златиборском округу. Према попису из 2022. било је 262 становника (према попису из 1991. било је 221 становника).

## Демографија
У насељу Папиће живи 201 пунолетни становник, а просечна старост становништва износи 35,1 година (35,4 код мушкараца и 34,7 код жена). У насељу има 67 домаћинстава, а просечан број чланова по домаћинству је 4,12.
Ово насеље је великим делом насељено Бошњацима (према попису из 2002. године).
|  |

| Демографија | Демографија | Демографија |
| Година      | Становника  | Становника  |
| ----------- | ----------- | ----------- |
| 1948.       | 198         |             |
| 1953.       | 240         |             |
| 1961.       | 243         |             |
| 1971.       | 298         |             |
| 1981.       | 288         |             |
| 1991.       | 221         | 221         |
| 2002.       | 276         | 294         |

| Етнички састав према попису из 2002.‍ | Етнички састав према попису из 2002.‍ | Етнички састав према попису из 2002.‍ | Етнички састав према попису из 2002.‍ | Етнички састав према попису из 2002.‍ |
| ------------------------------------ | ------------------------------------ | ------------------------------------ | ------------------------------------ | ------------------------------------ |
|                                      |                                      |                                      |                                      |                                      |
| Бошњаци                              | Бошњаци                              |                                      | 272                                  | 98,55%                               |
| Муслимани                            | Муслимани                            |                                      | 3                                    | 1,08%                                |
| непознато                            | непознато                            |                                      | 1                                    | 0,36%                                |

| Година пописа     | 1948. | 1953. | 1961. | 1971. | 1981. | 1991. | 2002. |
| ----------------- | ----- | ----- | ----- | ----- | ----- | ----- | ----- |
| Број домаћинстава | 28    | 39    | 42    | 50    | 44    | 41    | 67    |

| Број чланова      | 1 | 2  | 3  | 4 | 5  | 6  | 7 | 8 | 9 | 10 и више | Просек |
| ----------------- | - | -- | -- | - | -- | -- | - | - | - | --------- | ------ |
| Број домаћинстава | 9 | 11 | 11 | 7 | 10 | 10 | 5 | 1 | 0 | 3         | 4,12   |

| Пол    | Укупно | Неожењен/Неудата | Ожењен/Удата | Удовац/Удовица | Разведен/Разведена | Непознато |
| ------ | ------ | ---------------- | ------------ | -------------- | ------------------ | --------- |
| Мушки  | 119    | 50               | 60           | 7              | 2                  | 0         |
| Женски | 99     | 24               | 61           | 12             | 2                  | 0         |
| УКУПНО | 218    | 74               | 121          | 19             | 4                  | 0         |

| Пол    | Укупно                    | Пољопривреда, лов и шумарство | Рибарство                            | Вађење руде и камена | Прерађивачка индустрија       |
| ------ | ------------------------- | ----------------------------- | ------------------------------------ | -------------------- | ----------------------------- |
| Мушки  | 97                        | 94                            | 0                                    | 1                    | 1                             |
| Женски | 53                        | 43                            | 0                                    | 0                    | 2                             |
| УКУПНО | 150                       | 137                           | 0                                    | 1                    | 3                             |
| Пол    | Производња и снабдевање   | Грађевинарство                | Трговина                             | Хотели и ресторани   | Саобраћај, складиштење и везе |
| Мушки  | 0                         | 0                             | 0                                    | 0                    | 0                             |
| Женски | 0                         | 0                             | 0                                    | 0                    | 0                             |
| УКУПНО | 0                         | 0                             | 0                                    | 0                    | 0                             |
| Пол    | Финансијско посредовање   | Некретнине                    | Државна управа и одбрана             | Образовање           | Здравствени и социјални рад   |
| Мушки  | 0                         | 0                             | 0                                    | 0                    | 0                             |
| Женски | 0                         | 0                             | 0                                    | 0                    | 0                             |
| УКУПНО | 0                         | 0                             | 0                                    | 0                    | 0                             |
| Пол    | Остале услужне активности | Приватна домаћинства          | Екстериторијалне организације и тела | Непознато            | Непознато                     |
| Мушки  | 1                         | 0                             | 0                                    | 0                    | 0                             |
| Женски | 0                         | 0                             | 0                                    | 8                    | 8                             |
| УКУПНО | 1                         | 0                             | 0                                    | 8                    | 8                             |